# Jean Chazy
Jean Chazy (n. 15 august 1882, Villefranche-sur-Saône, Rhône-Alpes, Franța – d. 9 martie 1955, Paris, Franța) a fost un matematician și astronom francez, cu contribuții deosebite în studiul mișcării corpurilor cerești.
A fost titularul Catedrei de Mecanică Rațională la Sorbona.
De asemenea, a studiat și ecuațiile diferențiale.
S-a preocupat de studiul tuturor singularităților pe care le prezenta sistemul diferențial din problema celor trei corpuri, problemă intens dezbătută de la Newton până la Poincaré.
A tratat problema satelitului artificial al Pământului supus gravitației.
Cea mai valoroasă scriere a sa este: Cours de Mécanique Rationnelle (Paris, 1932) și care cuprinde cursul susținut la Facultatea de Științe de la Paris.

## Opere
- La théorie de la relativité et la mécanique céleste (vol. 1, 1928 ; vol. 2, 1930), éd. Gauthier-Villars, Paris
- Cours de mécanique rationnelle. (2 vol., 1933 ; rééd. 1941-1942, 1948, 1952), éd. Gauthier-Villars, Paris
- Mécanique céleste: équations canoniques et variation des constantes (1953), Presses Universitaires de France, Coll. Euclide, Paris